# Aqigssiaq

Logo du Aqigssiaq

Aqigssiaq est un club de football et de handball groenlandais localisé à Maniitsoq.

## Palmarès

### Football
- Championnat :
  - 1992
  - second : 1990, 1991, 1994
- Championnat féminin :

### Handball
- Championnat :
  - 1986